# The King of Fighters Neowave
The King of Fighters Neowave  è un picchiaduro bidimensionale prodotto dalla SNK Playmoree, e distribuito nel 2004 per l'Atomiswave della Sammy, una piattaforma Arcade. È l'undicesimo gioco della saga Arcade The King of Fighters e primo della SNK Playmore sviluppato su Hardware Atomiswave che su Neo Geo, sistema unico dei precedenti titoli.
Fu specificamente sviluppato per testare l'Hardware, quindi non è da considerarsi un capitolo continuativo della storia della saga, a differenza di 2003 , decimo capitolo, e The King of Fighters XI, undicesimo effettivo capitolo.
Il gioco fu distribuito per PlayStation 2 in Giappone e Nord America in versione NTSC, in Europa in versione PAL sia per Playstation 2 che per Xbox.

## Descrizione collettiva
Il gioco ritorna al sistema di combattimento a 3 personaggi, ognuno dei quali, una volta sconfitto, viene rimpiazzato da uno degli altri 2 scelto dal giocatore in precedenza in base ad un ordine specifico.
Questo tipo di modalità di gioco è rimasta invariata dal capostipite, KOF '94, fino a KOF '98. In Neowave, i supporti degli Strikers, usato daKOF '99 a KOF 2001 e del tag system in KOF 2003 sono stati rimossi.
Quasi tutti gli sprite sono riciclati da  KOF 2002, ma nelle versioni console del gioco è possibile scegliere sfondi 3D, come in Capcom vs Snk 2.
Di per sé il gioco non ha una storia: altro non è che un "dream battles" game, ovvero una raccolta dei personaggi più acclamati per celebrare la saga. Anche personaggi morti durante la storia, come Vice e Mature, decedute nella trama di KOF'96, e il "New Face Team", ovvero Yashiro, Shermie e Chris fanno la loro comparsa.
Il roster è simile a quello di KOF 2002, con l'aggiunta di Geese Howard giovane, poco più che ventiquattrenne e con capelli lunghissimi, come boss finale: Tomokazu Nakano ne ha realizzato artworks e schizzi preparatori.

## Personaggi giocabili

### Japan Team
- Kyo Kusanagi
- Benimaru Nikaido
- Goro Daimon

### '99 Team
- K'
- Maxima
- Whip

### '96 Team
- Iori Yagami
- Mature
- Vice

### New Faces Team
- Yashiro Nanakase
- Shermie
- Chris

### Fatal Fury Team
- Terry Bogard
- Andy Bogard
- Joe Higashi

### Psycho Soldier Team
- Athena Asamiya
- Sie Kensou
- Chin Gentsai

### '97 Team
- Ryuji Yamazaki
- Blue Mary Ryan
- Billy Kane

### Art of Fighting Team
- Ryo Sakazaki
- Robert Garcia
- Takuma Sakazaki

### Ikari Team
- Leona Heidern
- Ralf Jones
- Clark Still

### Dream Team
- Saisyu Kusanagi
- Kula Diamond
- Shingo Yabuki

### Korea Team
- Jhun Hoon
- Choi Bounge
- Chang Koehan

### Women Fighters Team
- Mai Shiranui
- Yuri Sakazaki
- King

## Personaggi speciali

### Personaggi segreti
- Orochi Yashiro
- Orochi Chris
- Orochi Shermie
- Vanessa Veleno
- Kim Kaphwan
- Ramon Diablo
- May Lee (solo versione PS2)
- Angel (solo versione PS2)
- Seth (solo versione console)
- Kusanagi
- Omega Rugal